# Лікарня Ель-Сальвадор
Лікарня Ель-Сальвадор (ісп. Hospital El Salvador) — головна лікарня в місті Сан-Сальвадор у Сальвадорі, яка планувалась як найбільша лікарня в Латинській Америці. Перший корпус був побудований у період з березня по червень 2020 року шляхом перебудови Міжнародного виставкового та конференц-центру, і став частиною заходів Сальвадору на епідемію COVID-19, та приймав лише хворих на COVID-19. Спочатку передбачалося, що лікарня буде тимчасовою, але в червні 2020 року було повідомлено, що ця лікарня стане постійною. На першому етапі у лікарні було 400 ліжкомісць, кількість яких, як очікується, збільшиться до 2000 місць після завершення ІІІ фази будівництва. Однак після завершення ІІІ фази приміщення не було відкрите як лікарня, а замість цього використовувалося як заклад вакцинації. Із спаданням темпів епідемії заклад було оголошено приміщенням для нової медичної школи, а також перебування офісів міністерства охорони здоров'я Сальвадору.

## Історія

### Перепрофілювання та будівництво
14 березня 2020 року президент Наїб Букеле повідомив, що тимчасова лікарня буде побудована в будівлі Міжнародного виставкового та конференц-центру, головному конференц-центрі країни. На той час у Сальвадорі не було повідомлень про випадки COVID-19, але Букеле попередив про потенційний «колапс» системи охорони здоров'я, коли випадки все ж з'являться. Сальвадорський суд з питань прозорост у квітні рекомендував зробити нову лікарню постійною; голова суду висунув ідею перенести конференц-центр в інші приміщення. Під час будівництва у двох працівників міністерства громадських робіт і транспорту підтвердився позитивний результат тестування на коронавірус. Для прискорення роботи персонал працював у 3 зміни.
Лікарня була урочисто відкрита президентом 22 червня 2020 року, тоді ж він оголосив, що реконструкція лікарні буде постійною через великі вкладення. Також у той час лікарня була названа «Лікарня Ель-Сальвадор», що символізує порятунок життів, який, як сподівалися, буде відбуватися там. Інавгураційний захід був закритий для журналістів, і неодноразово чиновники відмовляли газетним фотографам у доступі до лікарні. На першу фазу переобладнання колишнього конференц-центру було витрачено 25 мільйонів доларів США, а весь об'єкт коштував 75 мільйонів доларів. Заклад займав 36 тисяч квадратних метрів, серед інших підрозділів — банк крові, морг і радіологічна зона. У той же час, коли лікарня відкрилася, уряд почав наймати до неї на роботу на медичні та адміністративні посади. До пандемії у всьому Сальвадорі було лише 30 ліжок у відділеннях інтенсивної терапії ; на момент відкриття лікарні це число зросло до 157.
Університет Сальвадору опублікував прес-реліз після урочистого відкриття закладу, закликаючи до того, щоб лікарня з часом стала медичною школою цього університету. З моменту відкриття суд з питань прозорості зазначив, що міністерство охорони здоров'я не дозволило аудиторам отримати доступ до ключових місць, таких як морг, а журналістам було заборонено доступ, щоб переконатися, що колишній конференц-центр має необхідну інфраструктуру для обслуговування як лікарня. У березні 2021 року суд з питань прозорості попередив про наявність 63 аномалій у процесі будівництва, включаючи початкову відсутність очисних споруд.
Повідомлялося, що у жовтні, через 2 місяці після запланованого завершення, робота над третім і останнім етапом, що складається з повністю нового будівництва, просувалася повільно; уряд прогнозував, що лікарня повністю буде введена в експлуатацію до січня 2021 року, хоча будівельні роботи ще тривали на початку березня, і на початку квітня; незважаючи на заяви міністра громадських робіт, що на той час будівництво було завершено, на території все ще можна було побачити робітників. Третя черга була відкрита 13 квітня, і використовувалася як місце масової вакцинації.
Стаття, опублікована в «The Lancet» у грудні 2020 року, висвітлювала лікарню; однак незалежний портал «Salud con Lupa» виявив, що статтю — у розділі думок журналу — оплатив уряд, який уклав контракт із консультантом Магдаленою Серпою для просування закладу. Лист до «The Lancet» від квітня 2021 року ставив під сумнів кілька аспектів дизайну лікарні.

### Використання після пандемії
Унаслідок зменшення кількості випадків COVID-19 у квітні та травні 2022 року багато лікарів і медсестер були переведені з лікарні Ель-Сальвадор в інші медичні заклади. Також у квітні уряд запропонував перетворити лікарню на спеціалізований заклад для лікування складних випадків; профспілки в закладах міністерства охорони здоров'я відзначили брак прозорості чи спілкування з персоналом з цього приводу. Центр вакцинації проти COVID-19 закрився в серпні 2022 року. У травні 2023 року міністр охорони здоров'я Франсіско Алабі повідомив, що в закладі не було хворих, госпіталізованих з COVID-19.
Із згасанням епідемії в будівлю лікарні перемістилися кілька підрозділів міністерства охорони здоров'я, зокрема офіси для технологічної групи міністерства охорони здоров'я. У вересні 2022 року уряд оголосив про створення спеціальної медичної школи при лікарні.

## Структура

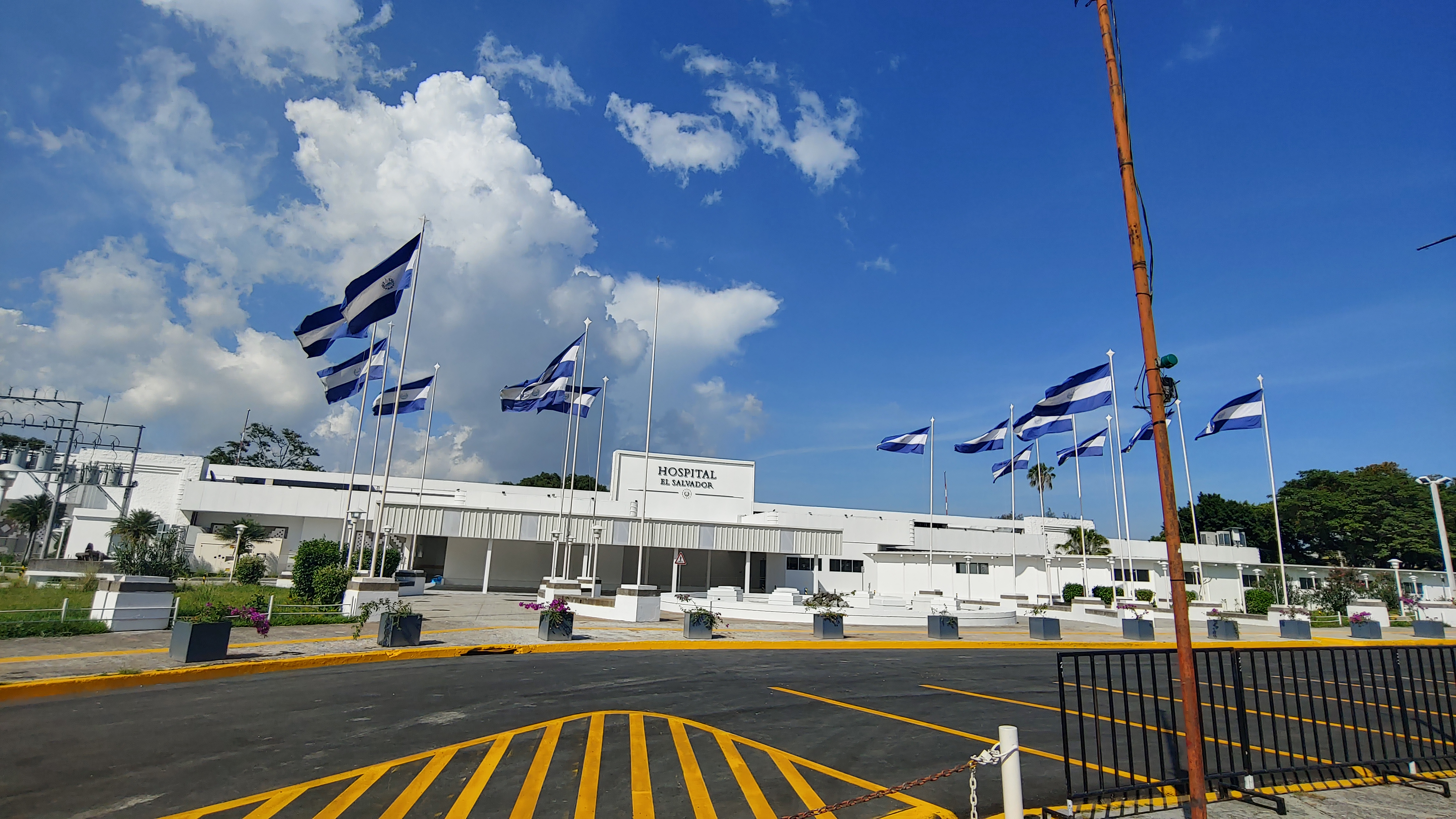
Передній вхід

Лікарня на першому етапі мала 400 доступних ліжок — 105 ліжок у відділенні інтенсивної терапії та 295 ліжок загального профілю, пізніше планувалося збільшити місткість до 1083 ліжок у відділеннях інтенсивної терапії, і 2000 ліжок загального профілю після завершення третьої фази будівництва. Другу та третю фази спочатку передбачалося завершити в серпні 2020 року, хоча останню декілька разів відкладали, спочатку до січня 2021 року; але цю чергу ще не було завершено до початку березня. Третій етап включав відкриття триповерхової будівлі, яка зводилася на колишній автостоянці конференц-центру.
Усіх хворих з COVID-19, які перебували в інших лікарнях, мали перевести до нового закладу, щоб розвантажити систему охорони здоров'я країни. Однак у липневому звіті національної медичної асоціації було сказано, що лікарня працює лише на 25 % потужності. Крім того, у грудні 2020 року президент асоціації попередив, що третя черга лікарні ще не завершена, що лікарняна система насичена хворими на COVID-19, і що можливий крах системи охорони здоров'я.